# Liste der Monuments historiques in Audun-le-Tiche
Die Liste der Monuments historiques in Audun-le-Tiche führt die Monuments historiques in der französischen Gemeinde Audun-le-Tiche auf.

## Liste der Bauwerke
| Bezeichnung             | Beschreibung                                                                                                | Standort                     | Kennzeichnung | Schutzstatus | Datum | Bild           |
| ----------------------- | --- | ---------------------------- | ------------- | ------------ | ----- | -------------- |
| Merowingische Nekropole | gallo-römischer Umgangstempel, vom 2. bis 4. Jahrhundert genutzt; merowingisches Gräberfeld, 7. Jahrhundert | südwestlich der Stadt (Lage) | PA57000038    | Inscrit      | 2016  | weitere Bilder |

## Liste der Objekte
| Bezeichnung    | Beschreibung                                    | Standort                                  | Kennzeichnung | Schutzstatus | Datum | Bild |
| -------------- | ----------------------------------------------- | ----------------------------------------- | ------------- | ------------ | ----- | ---- |
| Ziborium       | Goldschmiedearbeit, 1742/43                     | in der Kirche St-François-d’Assise (Lage) | PM57000924    | Inscrit      | 1996  |      |
| Friedhofskreuz | merowingisch, zweite Hälfte des 7. Jahrhunderts | im Museum (Lage)                          | PM57000943    | Inscrit      | 1990  |      |